# تپه پریجا
تپه پریجا مربوط به هزاره اول قبل از میلاد است و در شهرستان قائم شهر، جاده قائم شهر به کیا کلا واقع شده و این اثر در تاریخ ۱۰ مهر ۱۳۸۰ با شمارهٔ ثبت ۴۱۷۸ به‌عنوان یکی از آثار ملی ایران به ثبت رسیده است.